# Karsten Eller
Karsten Eller es un deportista alemán que compitió en vela en la clase Soling. Ganó dos medallas de oro en el Campeonato Europeo de Soling, en los años 2011 y 2014.

## Palmarés internacional
| Campeonato Europeo | Campeonato Europeo   | Campeonato Europeo | Campeonato Europeo |
| Año                | Lugar                | Medalla            | Clase              |
| ------------------ | -------------------- | ------------------ | ------------------ |
| 2011               | Litzelberg (Austria) | Medalla de oro     | Soling             |
| 2014               | Quiberon (Francia)   | Medalla de oro     | Soling             |